# Cicones angustissimus
Cicones angustissimus is een keversoort uit de familie somberkevers (Zopheridae). De wetenschappelijke naam van de soort werd in 1967 gepubliceerd door Takehiko Nakane.